# 炭素繊維

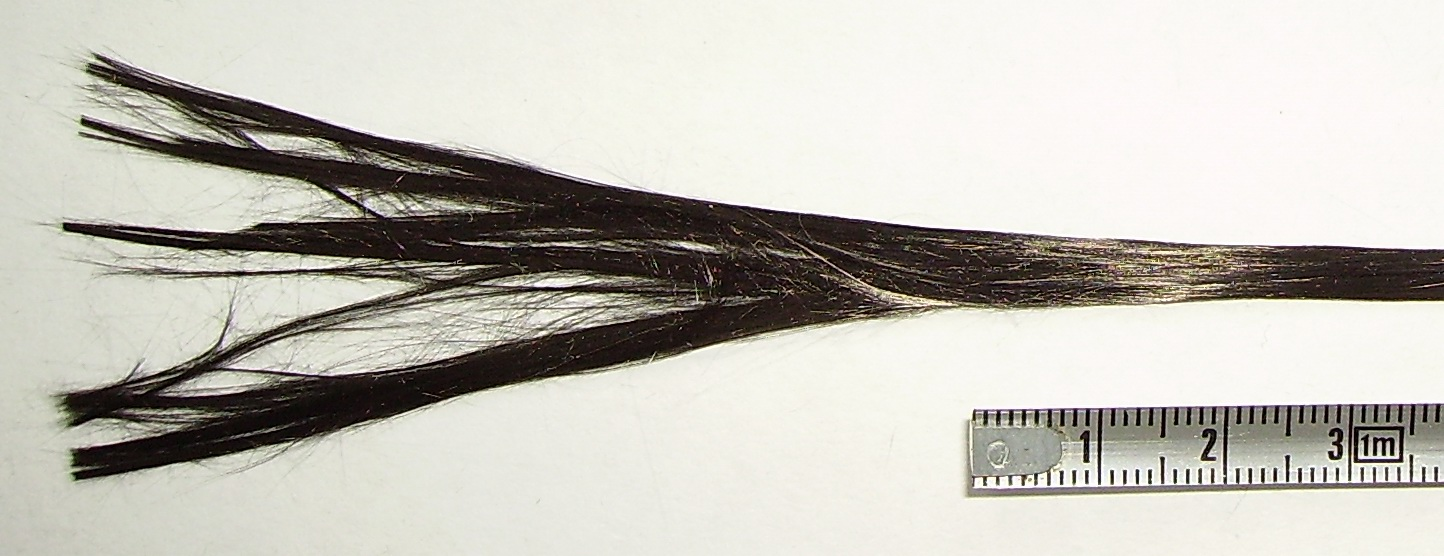
炭素繊維

炭素繊維（たんそせんい、英: carbon fiber、中: 碳纤维）は、アクリル繊維またはピッチ（石油、石炭、コールタールなどの副生成物）を原料に高温で炭化して作った繊維。日本工業規格（JIS）では「有機繊維のプレカーサーを加熱炭素化処理して得られる、質量比で90%以上が炭素で構成される繊維。」と規定されている。アクリル繊維を使った炭素繊維はPAN系（英: polyacrylonitrile）、ピッチを使った炭素繊維はピッチ系（英: pitch）と区分される。炭素繊維を単独の材料として利用することは少なく、合成樹脂などの母材と組み合わせた複合材料として用いることが主である。炭素繊維を用いた複合材料としては炭素繊維強化プラスチック、炭素繊維強化炭素複合材料などがある。

## 特徴
炭素繊維の長所を一言で言うと、「軽くて強い」という点である。鉄と比較すると比重で1/4、比強度で10倍、比弾性率が7倍ある。その他にも、耐摩耗性、耐熱性、熱伸縮性、耐酸性、電気伝導性に優れる。短所としては、製造コストの高さ、加工の難しさ、リサイクルの難しさが挙げられる。また、素材自体が異方性を持ち、どういった形で積層するか、また、損傷を受けた場合の破損の判断が難しく、クリティカルな状況での使用は細心の注意が必要である。

## 歴史
- 1959年 - ユニオン・カーバイドの子会社ナショナル・カーボン（英語版）が、レーヨンから黒鉛にする世界初の炭素繊維を発明した。現在、このレーヨン系は廃れている[6]。
- 1961年 - 日本の通商産業省工業技術院大阪工業試験所（現：産業技術総合研究所）の進藤昭男によりPAN系炭素繊維が発明される[7][8][注釈 1]。
- 1963年 - 群馬大学の大谷杉郎によりピッチ系炭素繊維が発明される[9]。
- 1970年代以降 - 優れた強度を持つ特性から、強化プラスチックの補強材や複合材料の素材として使われ始めるようになる。
- 1980年代以降 - 製造コストの低減や加工方法の進歩が見られ、ロケットや航空機などの大型輸送機器からテニスラケットや釣り竿、白杖など身近な道具、さらには剣道の竹刀や弓道の和弓など武道用具の分野にまで応用の幅を広げた。
- 2006年 - PAN系世界最大手の東レが、ボーイングと炭素繊維を機体の大部分に利用する世界初の旅客機（ボーイング787）開発のため、炭素繊維を2021年までの16年にわたって供給する長期大型契約を締結し、注目を集めた。

## PAN系炭素繊維
PAN系炭素繊維の単繊維は太さは5-7µmである。この多数の単繊維で構成された繊維束をフィラメントと呼び、さらに1,000本から数万本のフィラメントの束をトウと呼ぶ。このトウがPAN系炭素繊維の製品形態として最もよく扱われている。
トウは、そのフィラメントの本数の多寡により区分されており、24,000本以下でレギュラートウあるいはスモールトウ、40,000本以上でラージトウと呼ばれる。レギュラートウは低密度、高比強度、高比弾性率で、航空機や人工衛星の材料や、ゴルフ用シャフト、釣り竿、テニスラケットといったスポーツ・レジャー用途で多く使われている。一方のラージトウは、レギュラートウに比較的して安価なため、風車や自動車などの材料など産業用として主に利用されている。
PAN系炭素繊維の2010年の全世界生産量は、レギュラートウが55,300トン、ラージトウが14,800トンで合計70,100トンと推計されている。

### PAN系炭素繊維の製造方法
PAN系炭素繊維は以下の工程で連続的に製造される。
1. PAN繊維合成：アクリロニトリルからポリアクリロニトリル繊維（PAN繊維）を重合する。
2. 耐炎化工程：空気中で200-350℃で数時間[4]熱処理する。この工程は「不融化」「安定化」とも言う。
3. 炭素化工程：窒素などの不活性ガス雰囲気下1,000-1,500℃で加熱する。
4. 黒鉛化工程：窒素などの不活性ガス雰囲気下2,000-3,000℃で加熱する。この工程で強度は若干低下する[14] が、高弾性の炭素繊維を製造できる。高弾性を目的としない汎用の炭素繊維の製造では含まれない工程である。黒鉛化工程を経た炭素繊維を黒鉛繊維と呼び、汎用の炭素繊維と区別する場合もある。
5. 表面処理工程
6. サイジング処理工程

## ピッチ系炭素繊維
ピッチ系炭素繊維の単繊維の太さは7-10µmである。ピッチ系炭素繊維は原料の違いによりさらに等方性ピッチ系とメソフェーズピッチ系に分類される。一般的に等方性ピッチ系からは汎用の炭素繊維が、メソフェーズピッチ系からは高強度、高弾性率の炭素繊維が製造される。
等方性ピッチ系炭素繊維は高い柔軟性、低熱伝導性、優れた摺動特性から、高温炉用の断熱材や自動車のブレーキパッド・クラッチ材に用いられる。一方、メソフェーズピッチ系炭素繊維は高弾性率、優れた振動減衰特性、高熱伝導性、低熱膨張率といった特長があり、印刷用・フィルム用などの工業用ロール部材、薄型テレビ用大型板ガラスの搬送用ロボットアーム、人工衛星用部材などに使われている。

## メーカー
日本発の技術であり、現在でも世界市場に占める日本企業製品のシェアは高い。
- PAN系メーカー
  - 東レ
  - 帝人：2018年4月に子会社の東邦テナックスを吸収合併して参入。
  - 三菱ケミカル
  - Hexcel
  - Cytec（SOLVAY)
  - SGLカーボン
- ピッチ系メーカー
  - 三菱ケミカル
  - クレハ
  - 大阪ガスケミカル
  - 日本グラファイトファイバー

## 労働安全衛生
- 炭素繊維の一種である、特定の多層カーボンナノチューブが『労働安全衛生法第28条第3項の規定に基づき厚生労働大臣が定める化学物質による健康障害を防止するための指針』いわゆる『がん原性指針』の対象物質に追加された（基発0331第26号[16]）。
- 炭素繊維の一種である、特定の多層カーボンナノチューブに関して、2009年3月31日厚生、厚生労働省労働基準局長より、改訂版の通達『ナノマテリアルに対するばく露防止等のための予防的対応について』（基発331013号[17]）が出された。
- 基発331013号対応した保護具資料が安全衛生メーカーより公開されている。(リンク先　P11)
- 欧州では自動車等に使用されている、CFRP用の太さ3-5 µm（ナノマテリアルでは無い）の炭素繊維に関しても肺癌（肺がん）のリスクが指摘されている。
- 炭素繊維の加工時に発生する粉塵下での作業は粉じん作業となり、防塵マスク、保護メガネ、防護服、集塵機等の粉塵対策が必要となる。
- 炭素繊維を加工する設備は粉じん作業設備となり、粉じん作業設備等設置届を労働基準監督署長に届け出る必要がある。